# Stanisław Sawicki
Stanisław Sawicki (ur. 30 września 1907 w Wiedniu, zm. 23 sierpnia 1944 w Warszawie) – polski germanista i skandynawista, tłumacz.

## Życiorys
Urodził się w rodzinie Jana Sawickiego, prawnika, prezesa Najwyższego Trybunału Administracyjnego, i Emmy z Milikowskich (zm. 1933). Jego starszy brat Jakub był prawnikiem, kanonistą. Młodość spędził w Wiedniu, gdzie był uczniem Theresianum. Maturę zdał w Warszawie, następnie studiował germanistykę na Uniwersytecie Warszawskim. Tam w 1928 obronił pracę doktorską Gottfried von Strassburg und die Poetik des Mittelalters, napisaną pod kierunkiem Zygmunta Łempickiego (wyd. drukiem 1932). W kolejnych latach poświęcił się filologii skandynawskiej, do 1936 przebywał na stypendiach naukowych w Uppsali, Lund, Oslo i Kopenhadze.
W 1936 powrócił do Polski, wykładał na Uniwersytecie Warszawskim, w 1937 habilitował się na podstawie pracy „Poetria” och „Testa nucis” av Magister Matthias Lincopensis. Od 1938 kierował nowo powstałą Katedrą Filologii Skandynawskiej UW, w tym samym roku rozpoczął także wykłady na Katolickim Uniwersytecie Lubelskim, obejmując Katedrę Filologii Germańskiej. 24 sierpnia 1939 Prezydent RP podpisał jego nominację profesorską, której jednak nie otrzymał przed wybuchem II wojny światowej. Po wybuchu wojny pozostał w Warszawie, uczestniczył w tajnym nauczaniu w ramach sekcji polonistycznej podziemnego Wydziału Humanistycznego UW, zginął zastrzelony przez żołnierzy niemieckich na Mokotowie w czasie powstania warszawskiego.
W swoim dorobku poza pracami naukowymi posiadał także tłumaczenie wspólnie ze Stefanią Beylin większości baśni Andersena, wydane w 1931 w sześciotomowej edycji. Przekłady te były później wielokrotnie wznawiane (ostatnio 2010). W 1939 opublikował swoją najważniejszą pracę Die Eufemiavisor. Stilstudien zur nordischen Reimliteratur des Mittelalters. 

## Upamiętnienie
Instytut Polsko-Skandynawski w Kopenhadze od 1995 przyznaje nagrodę jego imienia.